# Let It Go (Disney)
Let It Go (nella versione in italiano All'alba sorgerò) è una canzone scritta da Kristen Anderson-Lopez e Robert Lopez per la colonna sonora del film d'animazione Disney Frozen - Il regno di ghiaccio del 2013. Nella versione originale è cantata da Idina Menzel, mentre in quella italiana da Serena Autieri, nel ruolo della regina Elsa, quando quest'ultima lascia il regno quando la sua capacità di creare e controllare il ghiaccio viene scoperta dal popolo. Tra le montagne, lontana dagli sguardi sospettosi, Elsa si rende conto di non avere più bisogno di nascondere la sua abilità e si dichiara libera dalle limitazioni che ha dovuto sopportare sin dall'infanzia. Rallegrandosi di poter finalmente utilizzare i suoi poteri senza paura, manipola la neve e il ghiaccio per creare un magnifico castello in cui vivere.
Let It Go ha vinto l'Oscar alla migliore canzone ai premi Oscar 2014, dove è stata eseguita live dalla Menzel. È la prima canzone da un musical animato Disney a entrare nella Top 10 della Billboard Hot 100 dal 1995, quando Colors of the Wind di Vanessa L. Williams da Pocahontas raggiunse il quarto posto della classifica. Il 6 dicembre 2013, Walt Disney Animation Studios pubblicò su YouTube la sequenza di Let It Go vista nel film, che ha raggiunto il 16 febbraio 2017 un miliardo di visualizzazioni. Il brano ha venduto circa 15 milioni di copie in tutto il mondo, diventando il singolo più venduto  proveniente da un film d'animazione.

## Composizione
Let It Go fu la prima delle canzoni che Kristen Anderson-Lopez e Robert Lopez avevano scritto per il film ad essere accettata. Le linee guida della trama che avevano ricevuto contenevano un posto riservato per la "canzone spaccatutto di Elsa", che è ciò che cercarono di scrivere. Il duo si ispirò ad altri film Disney come La sirenetta e La bella e la bestia e vari artisti tra i quali Adele, Aimee Mann, Lady Gaga, Avril Lavigne e Carole King. La canzone iniziò a prendere forma mentre la coppia passeggiava dalla propria abitazione di Park Slope, a Brooklyn, al vicino Prospect Park in cerca di un posto che desse una sensazione emo. Anderson-Lopez ha spiegato cosa successe dopo: "Stavamo andando a fare una passeggiata a Prospect Park e ci scambiavamo delle frasi. Cosa si prova ad essere una persona perfetta che viene idolatrata, ma solo perché ha tenuto nascosto questo segreto? Bobby ha tirato fuori l'espressione 'regno di isolamento', e funzionava." Lopez fu in grado di improvvisare i primi quattro versi del brano sul posto. Tornati a casa, composero il resto della canzone alternando l'improvvisazione di melodie al pianoforte allo scrivere versi su una lavagna bianca. Let It Go fu conclusa quello stesso giorno.
Il The Daily Telegraph notò che, più che il cattivo che i produttori avevano immaginato inizialmente, i compositori avessero dipinto Elsa come "una ragazza spaventata che lotta per controllare e scendere a patti con il proprio dono." Quando fu intervistata nel gennaio 2014, la co-regista di Frozen Jennifer Lee condivise i suoi ricordi sul concepimento della canzone: "Bobby e Kristen hanno detto che stavano passeggiando a Prospect Park e iniziarono a pensare come ci si dovesse sentire [a essere Elsa]. Dimenticando il "cattivo". Solo come ci si dovesse sentire. E [c'è] questo concetto di lasciar uscire ciò che è davvero, ciò che ha tenuto per se stessa così a lungo, e di essere sola e libera, ma poi [arriva] la tristezza del fatto che è l'ultimo momento in cui è da sola. Non è perfetta, ma è potente."
Anche se non intenzionale, la composizione della canzone fu centrale per la caratterizzazione di Elsa. Inizialmente, era stata scritta per essere la cattiva, ma i co-registi Chris Buck e Lee riscrissero gradualmente il personaggio per essere uno dei protagonisti, dopo la composizione di Let It Go. A questo proposito, Lee spiegò: "nel momento preciso in cui ho sentito la canzone per la prima volta, ho capito che avrei dovuto riscrivere tutto il film." Buck chiarì poi: "Jen dovette tornare indietro e riscrivere alcune pagine del primo atto per costruire quella scena... Devi configurarla in anticipo cosicché, quando arriva la canzone, il pubblico è pronto per lei e c'è una ricompensa emozionale."
Quando venne il momento di animare la scena, Lopez e Anderson-Lopez insistettero sul dettaglio che Elsa dovesse sbattere le porte del palazzo in faccia al pubblico al termine del brano, come sapevano accadere nel finale del musical di Broadway Sweeney Todd. Lopez spiegò che volevano esprimere il fatto che "questo personaggio non ha più bisogno di noi", perché aveva sempre amato la sensazione provata "quando un personaggio ti guarda malevolo e ti sbatte la porta in faccia", anche se nella versione finale, l'espressione di Elsa è più simile a un "sorriso sornione".
Let It Go è una power ballad prevalentemente in la bemolle maggiore, anche se inizia in fa minore. La canzone è in tempo di 4/4 e ha una velocità di circa 137 pulsazioni al minuto. L'estensione vocale spazia dal Fa3 al Mi♭5. Anderson-Lopez e Lopez scrissero appositamente il brano per Idina Menzel, riferendosi a lei come a "una delle voci più gloriose di Broadway e una delle icone del musical teatrale". L'estensione vocale della Menzel fu tenuta in considerazione durante la composizione del brano.
Per ogni canzone da loro creata, inclusa Let It Go, Anderson-Lopez e Lopez registrarono un demo nel loro studio, inviandolo poi per email al team di produzione a Burbank per discuterne durante la videoconferenza successiva. Anderson-Lopez rivelò più tardi che il Chief Creative Officer John Lasseter (produttore esecutivo di Frozen) era così entusiasta di Let It Go che ascoltò per mesi il suo demo durante i viaggi in automobile. Una volta approvata, la partitura per canto e pianoforte, insieme alle altre canzoni per Frozen, fu inoltrata all'arrangiatore Dave Metzger, che la orchestrò per essere seguita da un'orchestra completa all'Eastwood Scoring Stage allo studio di Warner Bros. a Burbank. La traccia vocale fu registrata separatamente, prima di quella dell'orchestra, al Sunset Sound di Hollywood, con la traccia al pianoforte del demo che veniva riprodotta nelle cuffie di Idina Menzel.

## Accoglienza e critica
Let It Go ha ricevuto un ampio consenso da parte di critici cinematografici, musicali, e dal pubblico, con alcuni paragoni favorevoli a "Defying Gravity" (sempre della Menzel) dal musical di Broadway Wicked. The Rochester City Newspaper la definì la migliore canzone del film, scrivendo: "Eseguita con gusto da Idina Menzel, ha tutte le carte in regola per perdurare nel tempo come canzone preferita... La Menzel dovrebbe essere accreditata per aver portato a questa performance tanta forza e tanta passione come fece per il suo ruolo più famoso." Marc Sentiker di Entertainment Weekly descrisse il brano come "un incredibile inno alla liberazione", mentre Joe Dziemianowicz del The New York Daily News lo chiamò "un eccitante tributo al potere delle ragazze e al bisogno di 'lasciar andare' la paura e la vergogna".
D'altro canto, Jim DeRogatis e Greg Kot del programma radiofonico Sound Opinions criticarono la canzone; DeRogatis la etichettò come "ciarpame", e Kot la descrisse come "un concentrato di fuffa e luoghi comuni che sarebbe rientrato nelle colonne sonore di Broadway forse negli anni Cinquanta e Sessanta".
"Let It Go" di Idina Menzel è stata la canzone più scaricata in Corea del Sud nel mese di gennaio 2014.

### Riconoscimenti
"Let It Go" ha vinto i seguenti premi:
- Oscar per la migliore canzone ai Premi Oscar 2014[38]
- Critics' Choice Awards per la migliore canzone ai Critics' Choice Awards 2013[39][40]
- Phoenix Film Critics Society per la migliore canzone ai Phoenix Film Critics Society Awards 2013[41]
- Denver Film Critics Society Awards per la migliore canzone ai Denver Film Critics Society Awards 2013[42]

Ha ricevuto inoltre le seguenti candidature:
- Golden Globe per la migliore canzone originale ai Golden Globe 2014[43]
- Satellite Award per la miglior canzone originale ai Satellite Awards 2014[44]

## Classifiche

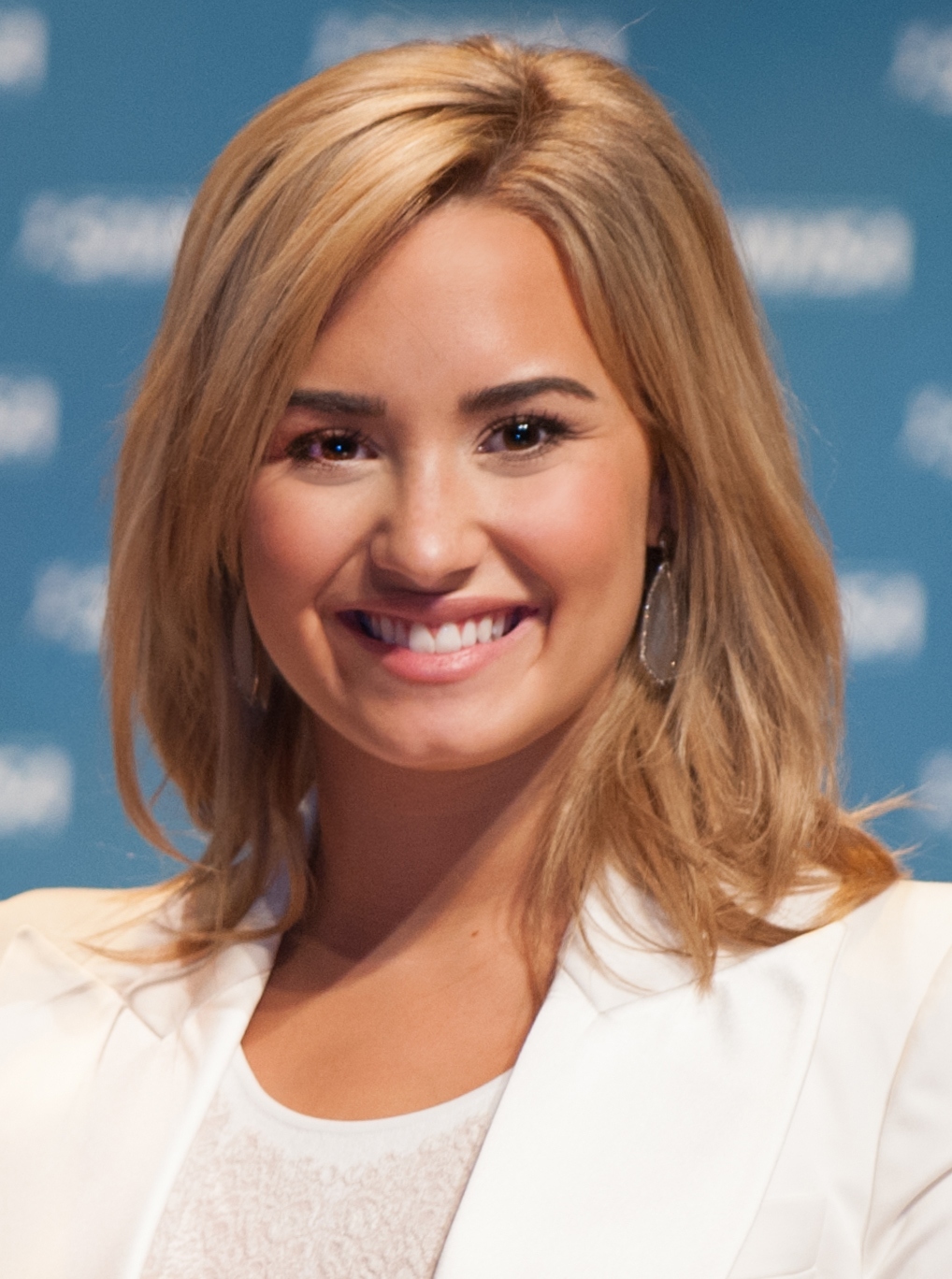
La cantante Demi Lovato interpreta il brano per i titoli di coda della versione in inglese.

| Classifica (2013–14)           | Posizione massima |
| ------------------------------ | ----------------- |
| Australia                      | 16                |
| Austria                        | 74                |
| Canada                         | 18                |
| Corea del Sud (internazionale) | 1                 |
| Corea del Sud                  | 1                 |
| Danimarca                      | 28                |
| Giappone                       | 4                 |
| Irlanda                        | 7                 |
| Nuova Zelanda                  | 31                |
| Paesi Bassi                    | 67                |
| Regno Unito                    | 11                |
| Stati Uniti                    | 5                 |
| Svezia                         | 15                |

## Versione italiana di Serena Autieri
All'alba sorgerò è la versione italiana ufficiale della colonna sonora del film Frozen - Il regno di ghiaccio, cantata da Serena Autieri, la quale è anche la doppiatrice della protagonista Elsa. Questo adattamento italiano di Let It Go, scritto da Lorena Brancucci, ha avuto un buon riscontro commerciale venendo certificato disco d'oro in Italia nel dicembre del 2014 per le 15 000 copie vendute.

## Versione di Demi Lovato
La decisione di pubblicare il singolo di Let It Go venne presa dopo la presentazione del brano alla Disney. Kristen Anderson-Lopez e Robert Lopez scelsero come cantante Demi Lovato per la sua storia personale con la droga; Anderson-Lopez dichiarò che la Lovato aveva avuto esperienze che aveva superato, in modo "simile al viaggio compiuto da Elsa per lasciare indietro il suo oscuro passato e la paura e andare avanti con le sue sole forze." La Lovato stessa si identificò con il contenuto della canzone, dichiarando "Ci si riconosce facilmente. Elsa sta trovando la sua identità; sta crescendo diventando quella che è e sta finalmente accettando la sua forza e il suo potere magico. Invece di nasconderlo, come ha fatto per tutta la sua vita, lo sta lasciando andare e lo sta abbracciando."
La cover di Demi Lovato fu pubblicata come singolo da Walt Disney Records il 21 ottobre 2013. Il videoclip uscì il 1º novembre e fu diretto da Declan Whitebloom. Il video ha raggiunto le 600 milioni di visualizzazioni su YouTube, tra l'altro è uno dei video più visti della Lovato.

### Classifiche
| Classifica (2013–14)            | Posizione massima |
| ------------------------------- | ----------------- |
| Australia                       | 25                |
| Austria                         | 60                |
| Belgio (Ultratop 50 Flanders)   | 15                |
| Belgio (Ultratip Wallonia)      | 21                |
| Canada                          | 31                |
| Corea del Sud (internazionale)  | 7                 |
| Corea del Sud                   | 50                |
| Danimarca                       | 26                |
| Francia                         | 131               |
| Germania                        | 83                |
| Giappone                        | 51                |
| Irlanda                         | 34                |
| Nuova Zelanda                   | 13                |
| Paesi Bassi                     | 70                |
| Regno Unito                     | 42                |
| Scozia                          | 32                |
| Stati Uniti (Billboard Hot 100) | 38                |
| Svezia                          | 25                |
| Svizzera                        | 60                |

## Versioni in altre lingue
Oltre alla versione originale in lingua inglese, Frozen è stato doppiato in 43 lingue, con 41 versioni di Let It Go.
La sfida maggiore fu trovare dei soprani capaci di raggiungere un'estensione vocale di tre ottave nelle loro lingue native. Rick Dempsey, alto dirigente di Disney Character Voices International, definì il progetto "eccezionalmente impegnativo", spiegando: "È difficile gestire insieme un testo che arrivi al pubblico in maniera corretta e poi farlo corrispondere ritmicamente alla musica. E dopo devi tornare indietro e aggiustare la sincronizzazione labiale! ... Richiede un sacco di pazienza e precisione."
Il 22 gennaio 2014, Disney pubblicò la sequenza di Let It Go apparsa nel film in versione multilingua, con venticinque esibizioni vocali di coloro che interpretavano Elsa nella pellicola. Più tardi, il 31 marzo, fu pubblicata anche una versione in studio, mostrando le cantanti al microfono mentre eseguivano Let It Go nelle rispettive lingue.
Il 15 aprile 2014, Walt Disney Records pubblicò una compilation intitolata Let It Go: The Complete Set, con le 41 versioni di Let It Go e nove versioni pop.
| Lingua                    | Artista | Titolo                                                       | Traduzione                                                |
| ------------------------- | --- | ------------------------------------------------------------ | --------------------------------------------------------- |
| Arabo                     | Nesma Mahgoub                                                                                                   | in arabo أطلقي سـركِ‎?, Ἀṭlaqī sirraki                         | Libera il tuo segreto                                     |
| Bulgaro                   | Nadezhda Panayotova                                                                                             | in bulgaro Слагам край?, Slagam kraj                         | Ci pongo fine                                             |
| Cantonese                 | Jan-bo Baak | 冰心鎖S, Bing Sum SohP                                       | Cuore di ghiaccio sotto chiave                            |
| Catalano                  | Gisela | Vol volar!                                                   | Vuole volare!                                             |
| Ceco                      | Monika Absolonová                                                                                               | Najednou                                                     | D'improvviso                                              |
| Cinese (Cina)             | Weina "Jalane" Hu (film) e Beina "Bella" Yao (titoli di coda)                                                   | 随它吧S, Suí Tā BaP                                          | Lascialo andare                                           |
| Cinese (Taiwan)           | "Shennio" Lin Hsin-yi                                                                                           | Fàng Kāi Shǒu                                                | Lascialo andare                                           |
| Coreano                   | Park Hye-na (film) e Hyolyn (titoli di coda)                                                                    | 다 잊어?, Ta ijŏLR (film) e Dimentico tutto (titoli di coda) | Dimentica tutto (film) e Lascialo andare (titoli di coda) |
| Croato                    | Nataša Mirković                                                                                                 | Puštam sve                                                   | Lascio andare tutto                                       |
| Danese                    | Maria Lucia Rosenberg                                                                                           | Lad det ske                                                  | Che accada                                                |
| Ebraico                   | in ebraico מונה מור‎?, Mona Mor                                                                                  | in ebraico לעזוב‎?, La'azov                                   | Lasciare andare                                           |
| Estone                    | Hanna-Liina Võsa                                                                                                | Olgu nii                                                     | E sia                                                     |
| Fiammingo                 | Elke Buyle | Laat het los                                                 | Lascialo andare                                           |
| Finlandese                | Katja Sirkiä | Taakse jää                                                   | Lasciato indietro                                         |
| Francese                  | Anaïs Delva (film e titoli di coda)                                                                             | Libérée, délivrée                                            | Liberata, sollevata                                       |
| Filipino                  | Dikky An | Bumitaw                                                      | Lasciarsi andare                                          |
| Giapponese                | Takako Matsu (film) e May J. (titoli di coda)                                                                   | ありのままで (Ari no mama de?)                               | Così come sono                                            |
| Greco                     | in greco Σία Κοσκινά?, Sia Koskiná                                                                              | in greco Και ξεχνώ?, Ke xekhnò                               | E dimentico                                               |
| Hindi                     | Sunidhi Chauhan                                                                                                 | in hindī फना हो (Fanaa Ho)                                     | Abbandonati a te stessa                                   |
| Indonesiano               | Mikha Sherly Marpaung (film) e Anggun, Regina, Cindy Bernadette, Nowela Auparay e Chilla Kiana (titoli di coda) | Lepaskan                                                     | Lascialo andare                                           |
| Islandese                 | Ágústa Eva Erlendsdóttir                                                                                        | Þetta er nóg                                                 | Basta così                                                |
| Italiano                  | Serena Autieri (film) e Martina Stoessel (titoli di coda)                                                       | All'alba sorgerò                                             | All'alba sorgerò                                          |
| Kazako                    | Aynur Bermuxambetova                                                                                            | in kazako Қанат қақ, қалықта?, Ķanat ķaķ, ķalyķta            | Batti le ali e alzati in volo                             |
| Lettone                   | Jolanta Strikaite                                                                                               | Lai nu snieg                                                 | Che nevichi                                               |
| Lituano                   | Girmantė Vaitkutė                                                                                               | Tebūnie                                                      | Lascia che sia                                            |
| Malese                    | Marsha Milan Londoh (film e titoli di coda)                                                                     | Bebaskan                                                     | Liberalo                                                  |
| Norvegese                 | Lisa Stokke | La den gå                                                    | Lascialo andare                                           |
| Olandese                  | Willemijn Verkaik                                                                                               | Laat het los                                                 | Lascialo andare                                           |
| Polacco                   | Katarzyna Łaska                                                                                                 | Mam tę moc                                                   | Ho questo potere                                          |
| Portoghese (Brasile)      | Taryn Szpilman                                                                                                  | Livre estou                                                  | Sono libera                                               |
| Portoghese (Europa)       | Ana Margarida Encarnação                                                                                        | Já passou                                                    | È già passato                                             |
| Romeno                    | Dalma Kovács | S-a întâmplat                                                | È successo                                                |
| Russo                     | Anna Buturlina (film) e Yuliya Dovganishina (titoli di coda)                                                    | in russo Отпусти и забудь?, Otpusti i zabud'                 | Lascia correre e dimentica                                |
| Serbo                     | Jelena Gavrilović                                                                                               | Сад је крај (Sad je kraj)                                    | Ora è la fine                                             |
| Slovacco                  | Andrea Kiráľová-Somorovská                                                                                      | Von to dám                                                   | Lo lascio uscire                                          |
| Sloveno                   | Nuška Drašček Rojko                                                                                             | Zaživim                                                      | Prendo vita                                               |
| Spagnolo (America Latina) | Carmen Sarahí (film) e Martina Stoessel (titoli di coda)                                                        | Libre soy                                                    | Sono libera                                               |
| Spagnolo (Europa)         | Gisela | ¡Suéltalo!                                                   | Lascialo andare                                           |
| Svedese                   | Annika Herlitz                                                                                                  | Slå dig fri                                                  | Liberati                                                  |
| Tedesco                   | Willemijn Verkaik                                                                                               | Lass jetzt los                                               | Ora lascia andare                                         |
| Thailandese               | Wichayahnee Piaglin                                                                                             | in thailandese ปล่อยมันไป, Ploy-Mun-Pai                        | Lascialo andare                                           |
| Turco                     | Begüm Günceler                                                                                                  | Aldırma                                                      | Non dargli peso                                           |
| Ucraïno                   | Shanis | in ucraino Все одно?, Vse odno                               | Non importa                                               |
| Ungherese                 | Nikolett Füredi                                                                                                 | Legyen hó                                                    | Che ci sia la neve                                        |
| Vietnamita                | Dương Hoàng Yến                                                                                                 | Hãy bước đi                                                  | È tempo di andare via                                     |

## Cover
Sono state registrate numerose cover in tutto il mondo.
A febbraio 2014, Alex Boyé registrò una cover leggermente africanizzata e tribale, con il coro dei One Voice Children e Lexi Walker nel ruolo di Elsa. La versione dei The Piano Guys unisce all'originale alcune parti del concerto L'inverno op. 8 n. 4  RV 297 da Le quattro stagioni di Antonio Vivaldi.
A marzo 2014, Brian Hull realizzò la propria versione di Let It Go impersonando le voci di 21 diversi personaggi Disney e Pixar, come Hector Barbossa, Jack Sparrow, Dug, Winnie the Pooh, Tigro, Topolino, Minni e Pippo.
Ad aprile 2014, fu pubblicato il remix progressive trance realizzato dal dj e produttore olandese Armin van Buuren.
Numerose le cover sudcoreane, dove Let It Go ha raggiunto i primi posti della Circle Chart. Hanno registrato la propria versione della canzone Dia delle Kiss&Cry, Haeri delle Davichi, Son Seung-yeon, Kim Seung-ah, Sungwon degli A-PRINCE, e altri.
In Italia sono state incise una cover dalla cantante Karima, una in chiave power metal dalla band italiana Trick Or Treat e una in chiave ironica dalla band dei Gem Boy intitolata "Chiaverò".
Vi sono anche alcune cover in lingua giapponese realizzate con il personaggio di Hatsune Miku tramite il sintetizzatore software Vocaloid.
Nel 2015 una cover è stata realizzata per l'episodio di Glee Ritorno a Lima. La canzone è stata cantata nei minuti finali dell'episodio da Rachel Berry, la cui madre biologica era stata interpretata proprio dalla Menzel nelle prime tre stagioni del telefilm.
Nel 2021 è uscita una cover arrangiata da Michael Vail Blum con batterie di Chuck Sabo (batterista di Circle of life di Elton John) cantata da Meredith Bull e Lord.